# Lasarettsgatan
Lasarettsgatan är en gata i stadsdelen Inom Vallgraven i centrala Göteborg. Den är cirka 150 meter lång, och sträcker sig från Kungsgatan till Ingenjörsgatan.
Gatan fick sitt namn 1861 – vilket bekräftades 1895 – efter sitt läge, väster om Garnisonssjukhuset i Göteborg som uppfördes 1755 under ledning av Bengt Wilhelm Carlberg. Ett äldre namn var Lazaretts-backen (1848).
År 1900 uppges gatan vara 115 meter lång, med en medelbredd av 6 meter och med en yta av 690 kvadratmeter.

## Bildgalleri

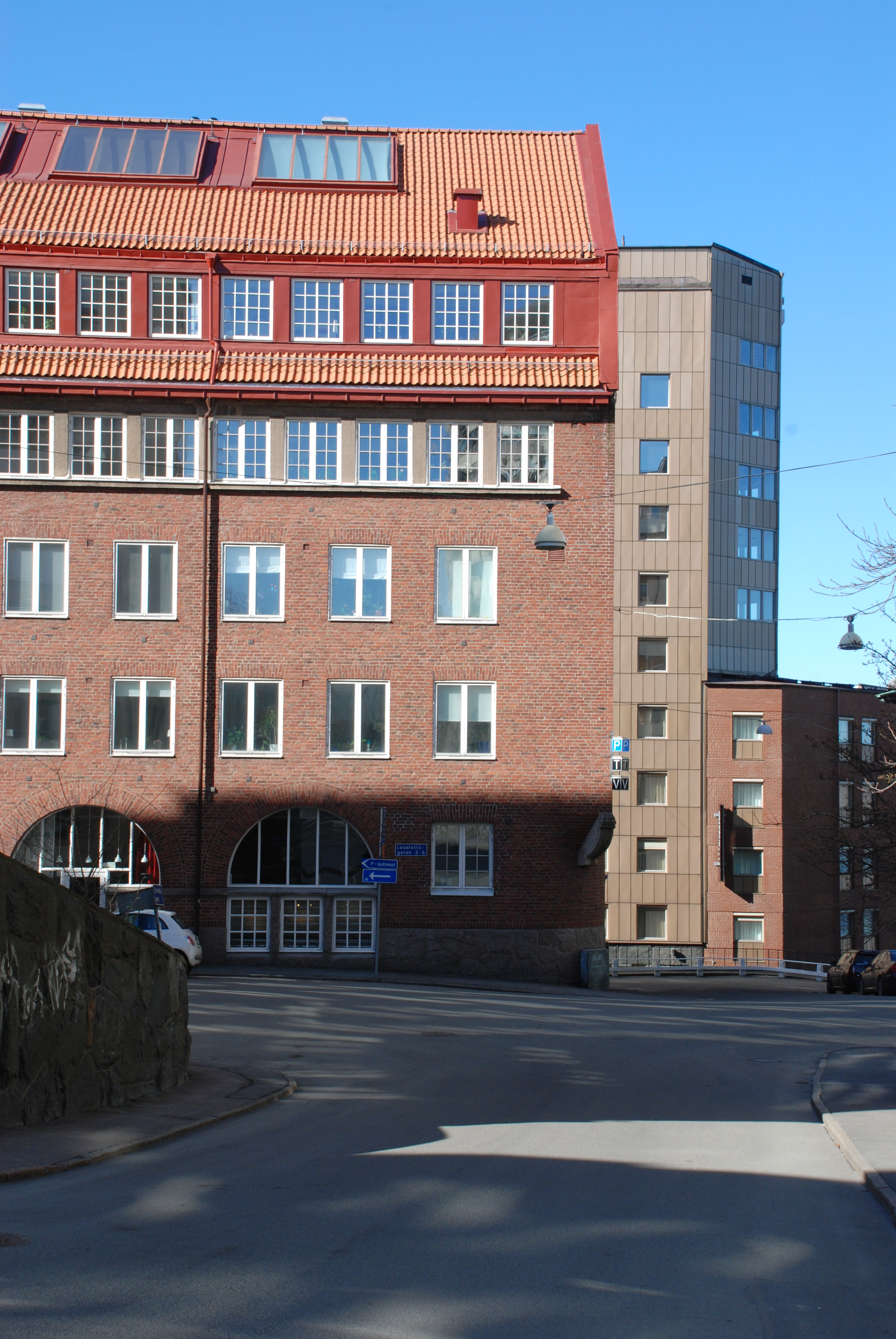
Lasarettsgatan sedd från Otterhällegatan.
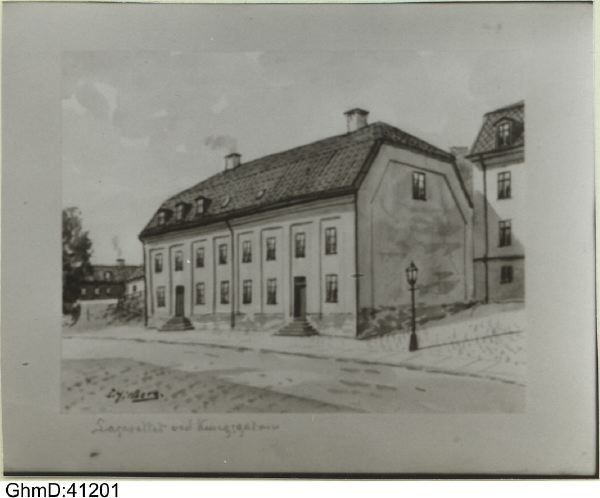
Garnisonssjukhuset, som har givit namn åt Lasarettsgatan. Akvarell av Einar Hillberg, Göteborgs stadsmuseums bildsamling.
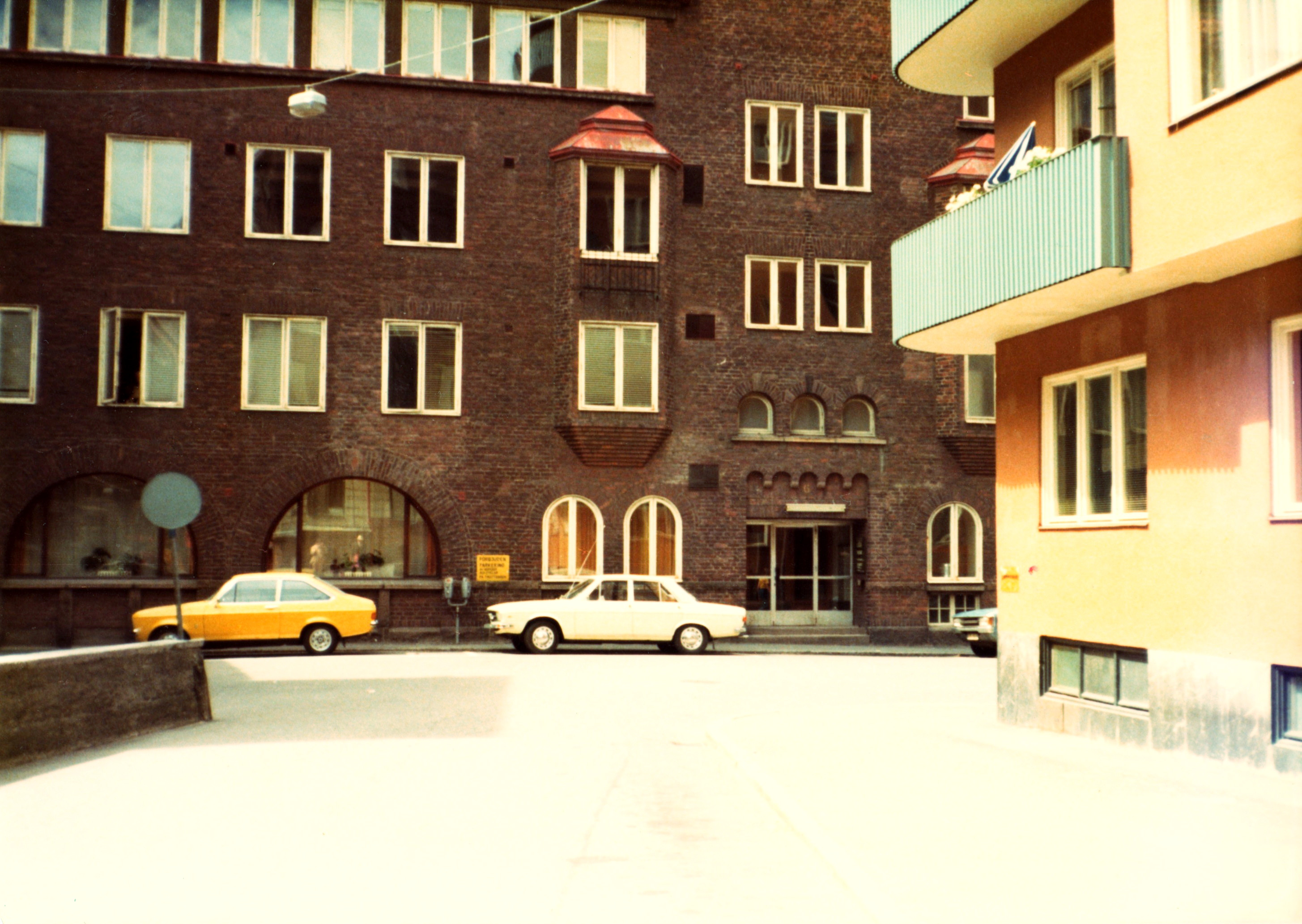
Lasarettsgatan, f.d. Bageriskolan 1970.